# Музика

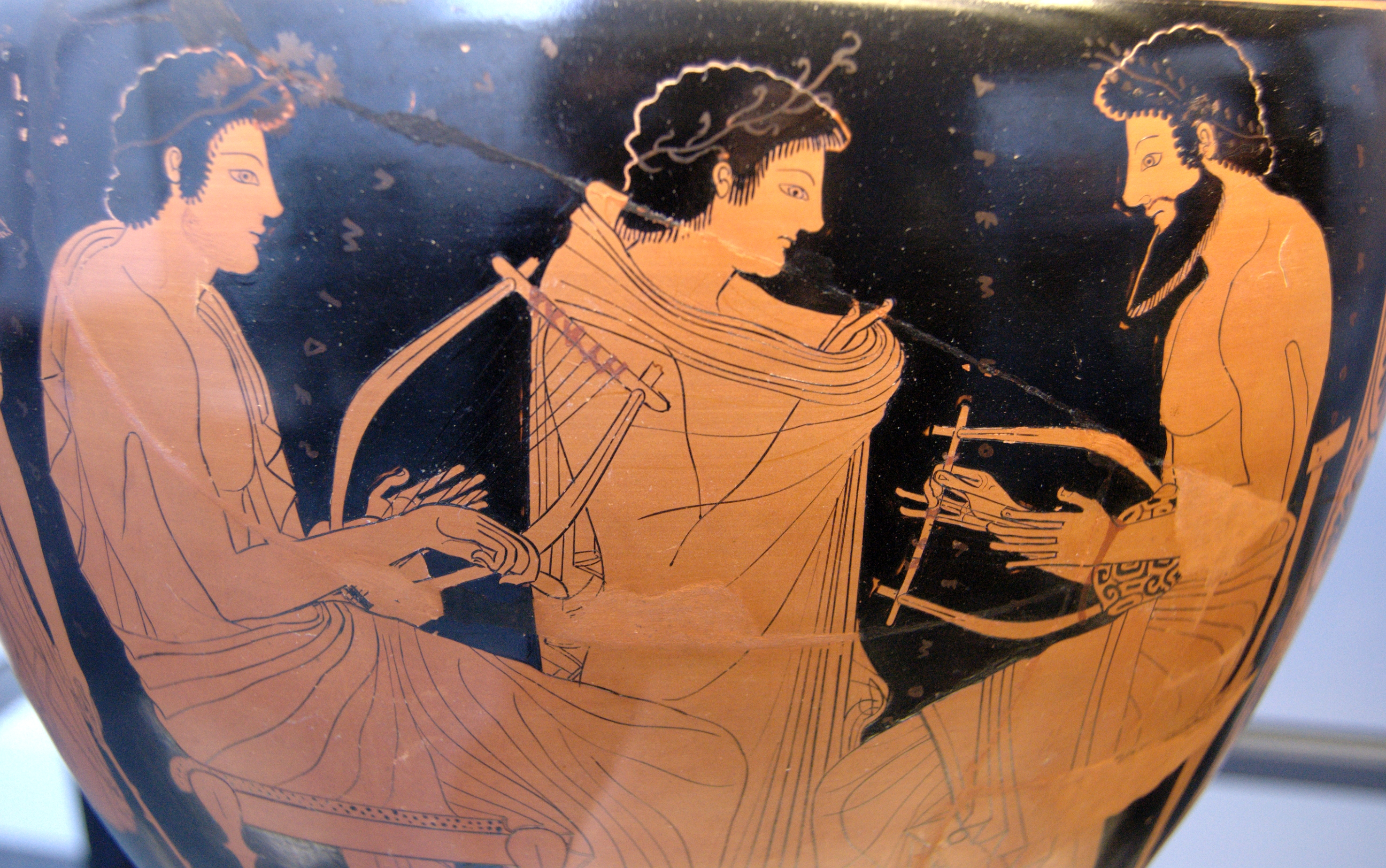
Деталь червонофигурного розпису аттичної гідрії. Під 510 р. до н. е. Зображує урок музики

Му́зика (давньо-грец. μουσική — мистецтво муз) — мистецтво організації музичних звуків, насамперед у часовій (ритмічній), звуковисотній та тембровій шкалі. Музичним може бути практично будь-який звук із певними акустичними характеристиками, які відповідають естетиці тієї чи іншої епохи, та може бути відтвореним. Джерелами такого звуку можуть бути: людський голос, музичні інструменти, електричні генератори тощо.

## Музика як вид мистецтва
З точки зору класифікації мистецтв музика є:
- часовим мистецтвом (музичний твір розгортається та сприймається в часі, так само як і в театрі, літературі, танці, вірші, пісні…)
- виконавським мистецтвом (посередником між творчістю та сприймачем є виконавець, так само як і в танці, театрі)
- незображальним мистецтвом (музичні образи в більшості випадків вільні від конкретного відображення дійсності, так само як, наприклад, й архітектурні).

У той же час музика може поєднуватись із іншими видами мистецтва, а саме:
- зі словом (вокальні та вокально-інструментальні твори, опера та оперета, музична декламація),
- драматичною дією (театральні та кіно-твори),
- танцем і жестом (балет, пантоміма)

Як і інші види мистецтва, музиці притаманні різні соціокультурні функції, зокрема:
- Гедоністична функція — обумовлюється здатністю музики приносити слухачам насолоду.
- Експресивна функція — обумовлюється природною потребою людини в зовнішньому (наприклад, жестикуляційному, мімічному, звуковому) вираженні сильних емоцій та почуттів.
- Комунікативна функція музики базується на знаковому використанні звукових форм. Це дає всі підстави вважати музику особливою мовою.
- Пізнавальна функція — пов'язана із природним потягом людини до нової інформації, нового досвіду. У процесі розвитку свідомості окремої особи як соціальної істоти зростають стійкі мотиви пізнавальної діяльності.
- Духовно-катарсична функція — обумовлюється її можливістю викликати могутні емоційні потрясіння, які здійснюють «шляхом співчуття і страху очищення … пристрастей»[2].
- Магічно-сугестивна функція — обумовлюється здатністю музики вводити людину в певний психічний стан. З цією функцією багато науковців пов'язують виникнення музичного мистецтва. Як різновид магічно-сугестивної, розглядають також Терапевтичну функцію.
- Суспільно-організаційна функція — зумовлена фундаментальною суспільною потребою об'єднання людей у цілісні соціальні структури.

Можна зазначити, що в межах самого музичного мистецтва також виділяється різні функційні домінанти. Досвід свідчить про те, що музичні твори не можуть однаково виконувати всі соціокультурні функції. Одні з них здатні до різнобічного, глибинного на свідомість та підсвідомість людини, інші — мають більш звужений спектр культурних функцій.

### Форма та зміст музики
Зміст музики складають художньо-інтонаційні образи, тобто відбиті в усвідомленому звучанні результати відображення, перетворення та естетичної оцінки об'єктивної реальності людиною. Згідно з сучасними уявленнями, такі образи кодуються і зберігаються на нейродинамічному рівні в головному мозку людини, щоправда, форми її кодування дещо відрізняються від невербальних інформаційних потоків. Більшою мірою сприйняття конкретних образів і сигналів є функцією правої півкулі мозку, отже, вважається, що саме права півкуля більшою мірою відповідальна за музичну діяльність.
Матеріальне втілення змісту музики, способом його існування є музична форма. Деякі дослідники вважають музичну форму складною ієрархічною структурою, у якій можна виділити такі рівні як звуковий (фонічний), інтонаційно-мовний, фактурний та композиційний. Зміст і форма виступають як ідеальна та матеріальна сторона музичного твору.
У радянському музикознавстві музична форма вважалася другорядною відносно змісту, проте пов'язаною зі змістом зворотнім зв'язком. У той же час поширена думка про те, що музика не мусить містити нічого, окрім власне музичних звуків, у цьому випадку поняття змісту і форми музики є тотожними. У сучасному музикознавстві набуває ваги точка зору, згідно з якою зміст музики може бути представлений двома складовими — «спеціального», притаманного тільки музиці і зазвичай описуваного термінами музичного формотворення, і «неспеціального», присутнього як у музиці, так і поза нею, і зазвичай описуваного через образні асоціації, емоційні характеристики тощо.
Можливість передавати думки та емоції людини засобами музичного мистецтва обґрунтовується фізично та біологічно зумовленим зв'язком звукових проявів людини з її психічною діяльністю (особливо емоційною), а також активності звуку як подразника та сигналу до дії.У деякому сенсі музика вважається аналогічною до мовлення людини, коли її внутрішній стан та ставлення до чогось виражається через зміну характеристик звучання голосу при висловлюванні.
Згідно з радянським музикознавцем Б. Асаф'євим, музика є мистецтвом інтонованої семантики. При цьому інтонація є найважливішим базовим елементом у музиці, що зв'язує всі параметри музичної тканини — темп, звуковисотність, динаміку, фразування, ритм, тембр тощо.

## Теоретичні основи
Теоретичні основи музики є предметом вивчення теоретичного музикознавства, що включає в себе елементарну теорію музики, гармонію, поліфонію, вчення про музичні форми, а також музичну акустику. Теоретичне музикознавство досліджує основні закономірності музики, що встановилися в процесі її історичного розвитку, композиційні засоби та прийоми.

### Музичний звук
Основним елементом музичного мистецтва є музичний звук. Властивості звуку вивчає музична акустика та елементарна теорія музики. Суб'єктивні особливості сприйняття звуку людиною дозволяють виділити чотири основні властивості музичного звуку — звуковисотність, тембр, гучність та тривалість.
Висота звуку залежить від частоти звукових коливань і може бути виражена з різним ступенем ясності, в залежності від чого розрізняють звуки визначеної і невизначеної висоти. Більшість використовуваних у музиці звуків — це звуки визначеної висоти, які можна охарактеризувати частотою коливань їх основного тону і зафіксувати як ноту, у теорії музики вони також називаються тонами. Поряд зі звуками з визначеною висотою, у музиці використовуються і звуки з невизначеною висотою — є звуки ряду ударних музичних інструментів (наприклад барабанів), деякі синтетичні звуки та шумові ефекти.
Тембр звуку залежить від форми коливань джерела звуку і визначається кількістю та інтенсивністю обертонів, що утворюють гармонічний ряд. Тембральне різнобарв'я музики визначається багатоманіттям музичних інструментів та прийомами гри на них. Тембр також є важливою характеристикою співацького голосу.
Гучність звуку характеризується як слухове уявлення про силу звука, що виникає у свідомості людини під час сприйняття звука. В абсолютному вимірі звучання музики може досягати сили 100 дБ на симфонічному концерті й 120 дБ на концертах рок-музики. Натомість у музичній практиці важливіше значення має умовне співвідношення рівнів сили звуку, яке називається динамікою і є одним з її виразових засобів.
Тривалість звуку залежить від часу тривання коливального процесу і, як правило, позначається у відносних одиницях — музичних тривалостях, абсолютне значення яких залежить від темпу, у яких вони відтворюються.

### Звукова система і стрій
Здебільшого, музична практика обмежена звуками з частотою їх основних тонів від 27 Гц до 4 кГц, що відповідає діапазону від ноти ля субконтроктави до ноти до 5-ї октави. Вся сукупність використовуваних звуків називається звуковою системою, а відношення між двома звуками цієї системи — музичним інтервалом.
Абсолютна висота звуків музичної системи та числове співвідношення їх частот називається музичним строєм. У процесі тривалої еволюції в європейській музиці закріпилися звукова система, що характеризується поділом усього музичного діапазону на октави і подальшим поділом кожної октави на 12 інтервалів — півтонів. При цьому інструменти з фіксованим звукорядом (напр. фортепіано) прийнято настроювати в рівномірно-темперованому строї, який забезпечує рівномірний поділ октави. Натомість гра на інструментах, що не передбачають фіксованого звукоряду (напр. скрипка), а також спів, характеризується певними відхиленнями від рівномірно-темперованого строю, завдяки чому в оркестрі виникає т. зв. зонний стрій, а в хорі — хоровий стрій.
В неєвропейських музичних культурах, однак, застосовуються й інші звукові системи, що значно відрізняються від європейської. Наприклад, в індійській музиці відома система з поділом октави на 22 ступені. Сучасна авангардна музика також включає різноманітні експерименти з музичними системами, зокрема поширеною звуковою системою стала мікрохроматика.

### Співзвуччя і гармонія
Переважна більшість сучасних музичних напрямків широко використовує одночасні звучання тонів, які називаються співзвуччями. Співзвуччя двох звуків називають музичним інтервалом, а з трьох і більше звуків — акордом, закономірність же поєднання тонів у співзвуччі називається гармонією. Термін «гармонія» може стосуватися як окремо взятого співзвуччя, так і загальних закономірностей їх використання, властивих певному шару музики загалом, гармонією називається також галузь музикознавства, що вивчає ці закономірності.
За акустичною якістю розрізняють консонантні та дисонантні співзвуччя, перші характеризуються благозвучнішим звучанням, другі — напруженішим. Їх протиставлення та прагнення розв'язання дисонансів у консонанси в класичній гармонії є одним з ключових формотворчих чинників. У ряді авангардних музичних напрямків, однак, протиставлення консонансів і дисонансів знімається.

### Лад і тональність
Якщо гармонія пояснює закономірність звуковисотних відношень тонів у їх одночасному звучанні, то поняття ладу стосується звуковисотних закономірностей у часовому розгортанні музики. Ладом є доцільно впорядкована інтонаційна система висотних зв'язків музичних звуків, їх закономірна послідовність, а також структура взаємних зв'язків ступенів звукоряду. Звуки, що входять до цієї системи називаються ступенями ладу. Як правило, ладові системи поширюються на всі октави звукоряду (т. зв. «октавні лади»), переважна більшість поширених у європейській музиці ладів має сім звуків, існують, однак, лади і з іншою кількістю ступенів.
В основі того чи іншого ладу можуть лежати два принципи — модальний і тональний. Центральною категорією модального принципу є певний звукоряд, тоді як тонального — наявність центрального тону або співзвуччя, до якого тяжіють інші ступені. Ступені ладу утворюють між собою певну ієрархію, утворюючи стійкі та нестійкі ступені ладу. Лад може бути вибудований від будь-якого звуку, а його висотне положення називається тональністю.
Найбільше поширення в європейській музиці отримали мажорний та мінорний лади, стійкі ступені яких утворюють відповідно мажорний або мінорний тризвук. Оскільки європейська звукова система розрізняє 12 звуків, існує 12 мажорних і 12 мінорних тональностей, назви яких утворюються шляхом позначення тоніки, від якої вони утворюються, і ладу. Ряду музичних стилів, однак, властива відмова від тональної системи (атональність), використання штучних ладів (модальність) або навіть рівноправне використання усіх 12-ти звуків системи (додекафонія).
Лад розглядається як основа організації музичного мислення, особливості ладової системи набувають естетичної значимості і стають важливими засобами естетичного впливу музики.

### Позначення музичних звуків
Дуже багато музичних культур, що випрацювали свої ладові системи, дали також і назви кожному із ступенів використовуваних своїх ладів. Переважання семиступеневих діатонічних ладів у європейській музиці стало причиною того, що в процесі еволюції було виділено сім нот, назви яких походять з латиномовного гімну св. Йоанна — до, ре, мі, фа, соль, ля, сі. Ці ноти утворюють семиступеневий діатонічний звукоряд, звуки якого можуть бути розташовані по квінтах, а інтервали між сусідніми ступенями складають велику або малу секунду. Назви нот поширюються на всі октави звукоряду.
Інші 5 звуків 12-ступеневого ряду можуть бути отримані продовженням квінтового кола або побудовою аналогічного 7-ступеневого звукоряду від іншої ноти. Для позначення цих звуків прийнято використовувати знаки альтерації — дієз та бемоль, що змінюють висоту ноти на найменший музичний інтервал — один півтон.

### Ритм, метр і темп
Часовою організацією музичних звуків і пауз виступає ритм, який визначається послідовністю і групуванням музичних тривалостей. Тривалість кожного музичного звуку визначається шкалою, заснованою на послідовному поділі на два. Ця шкала зазвичай охоплює 7 тривалостей — від «цілої ноти» до «шістдесят четвертої», хоча зрідка застосовуються і дрібніші тривалості, а також «бревіс» — тривалість вдвічі довшу за цілу. Нотна тривалість може бути також модифікована «крапкою», лігою, або застосуванням особливого поділу.
У більшості музичних стилів ритмічна організація визначається впорядкованістю, за якої акцентовані і неакцентовані відтинки часу чергуються з певною періодичністю. Одиницею ритму в цьому разі виступає доля, яка, будучи акцентованою називається сильною, а будучи неакцентованою — слабою. Чергування сильних і слабих долей називається музичним метром, а відрізок від однієї сильної долі до наступної — тактом. Кожен такт характеризується музичним розміром, що позначається дробом, чисельник якого показує кількість долей у такті, а знаменник — ритмічне значення долі, тривалість її звучання. Як правило, музичний розмір зберігає своє значення на весь музичний твір, однак іноді використовують розмір, що постійно змінюється — т. зв. змінний розмір.
Реальне значення будь-якої тривалості залежить від темпу, у якому вони відтворюються. У класичну епоху темп позначався італійськими термінами, у сучасності темп прийнято вимірювати кількістю метричних долей на одну хвилину. В академічній музиці такий вимір фіксується як позначення метронома, у розважальній поширеніший термін «bpm».

### Музична тканина, склад і фактура
Музика може бути одноголосною або багатоголосною. Багатоголосна музика має величезні можливості для різноманітного викладення музичного матеріалу. Поняттям, що визначає специфіку розгортання голосів, логіку їх горизонтальної або вертикальної організації є поняття музичного складу. Розрізняють чотири види музичних складів — монодичний, гетерофонний, поліфонічний та гомофонно-гармонічний. Уся сукупність звукових елементів музичного твору називається музичною тканиною, а конкретним її оформленням у творі — музичною фактурою. Інколи поняття складу і фактури розглядаються як синонімічні,

### Музична форма
Якщо на рівні окремих музичних звуків, формою їх часової організації виступає ритм, то на макроскопічному рівні таким поняття є музична форма. Різні способи зіставлення і розвитку елементів музичної форми зумовлюють появу різноманітних утворень — двочастинної, тричастинної, сонатної, варіаційної, куплетної, циклічної, вільної та інших музичних форм.

## Фіксація музичних творів
Практично будь-який музичний твір, або його фрагмент, може бути зафіксований у вигляді нотного запису та у вигляді звукозапису. Найдавніші форми нотного запису були відомі ряду стародавніх цивілізацій II–I тисячоліть до н. е., тоді як звукозапис був винайдений лише під кінець XIX століття нашої ери. Прочитання нотного запису вимагає відповідних знань і навичок, тоді як прослуховування звукозапису — відповідного обладнання.

### Музична нотація
На письмі музика може бути зафіксована за допомогою музичної нотації, що являє собою систему спеціальних символів. Нотація фіксує ноти і ритм, а також різноманітні інструкції щодо того, яким чином вони мають бути відтворені. Вміння читати ноти передбачає певні знання в галузі теорії музики, гармонії, виконавську майстерність, а в багатьох випадках також розуміння історичних виконавських методів. Нотація дещо відрізняється в залежності від історичної епохи і музичного напрямку.
Найбільш поширеною системою музичної нотації стала п'ятилінійна нотація. Її основними елементами є п'ятилінійний нотний стан, ноти і паузи, що розташовуються на ньому і ключі, що вказують висотне положення нот на нотному стані. Для гітар і бас-гітар часто використовується табулатура, у якій замість власне нот вказується їх положення на струнах інструменту. Табулатури використовувались також і для лютні в барокову епоху.
У західній музичній традиції найтиповішою формою фіксації музики є партитура, у якій прописуються партії усіх музичних інструментів, передбачених для виконання даного твору, а також окремі партії для кожного з виконавців. Нотація популярної музики частіше обмежується написанням мелодії, гармонії, текстів (для вокальної музики) і структури твору, хоча партитури також практикуються для великих ансамблів, наприклад біг-бендів.

### Звукозапис
Винайдений у 1877 році, звукозапис стали широко використовувати для запису музичних творів на рубежі XIX–XX століть. Технології звукозапису дозволяють перетворювати звукові коливання в механічні або електричні, фіксувати їх на носіях інформації, і відтворювати надалі.
Світ звукових носіїв інформації багатоманітний. До 1980-х років музичні записи випускались переважно на грамофонних платівках, що відтворювались за допомогою грамофонів та електропрогравачів, значну популярність у 1980-х роках мали також компакт-касети, що відтворювалися на магнітофонах. Разом з іншими звуками, музичний матеріал може бути зафіксований на кіноплівках (з кінця 1920-х років), трансльований за допомогою радіомовлення (перші експерименти з музикою — 1917), та телебачення (регулярне мовлення — з кінця 1930-х).
У 1990-х роках аналогові носії витісняються цифровими, музична продукція випускається головним чином на оптичних дисках. З'явилася можливість зберігати звук у файлах різних форматів на персональних комп'ютерах та інших цифрових пристроях, передавати через мережу Інтернет. Сучасні технології дозволяють не тільки відтворювати записаний звуковий сигнал, але й у довільний спосіб обробляти його або навіть синтезувати — такі технології знайшли широке використання в музичному мистецтві.
Поява звукозапису мала надзвичайно велике значення для розвитку музичного мистецтва. За висловленням музикознавця Є. Назайкінського, звукозапис відкрив нову форму побутування музики — віртуальну, що характеризується відсутністю кореляції між слуховими враженнями та джерелом звуку, а також появою принципово нового типу слухача — слухача, що не концентрує своєї уваги на сприйнятті музики.

## Історія розвитку

### Становлення музичного мистецтва

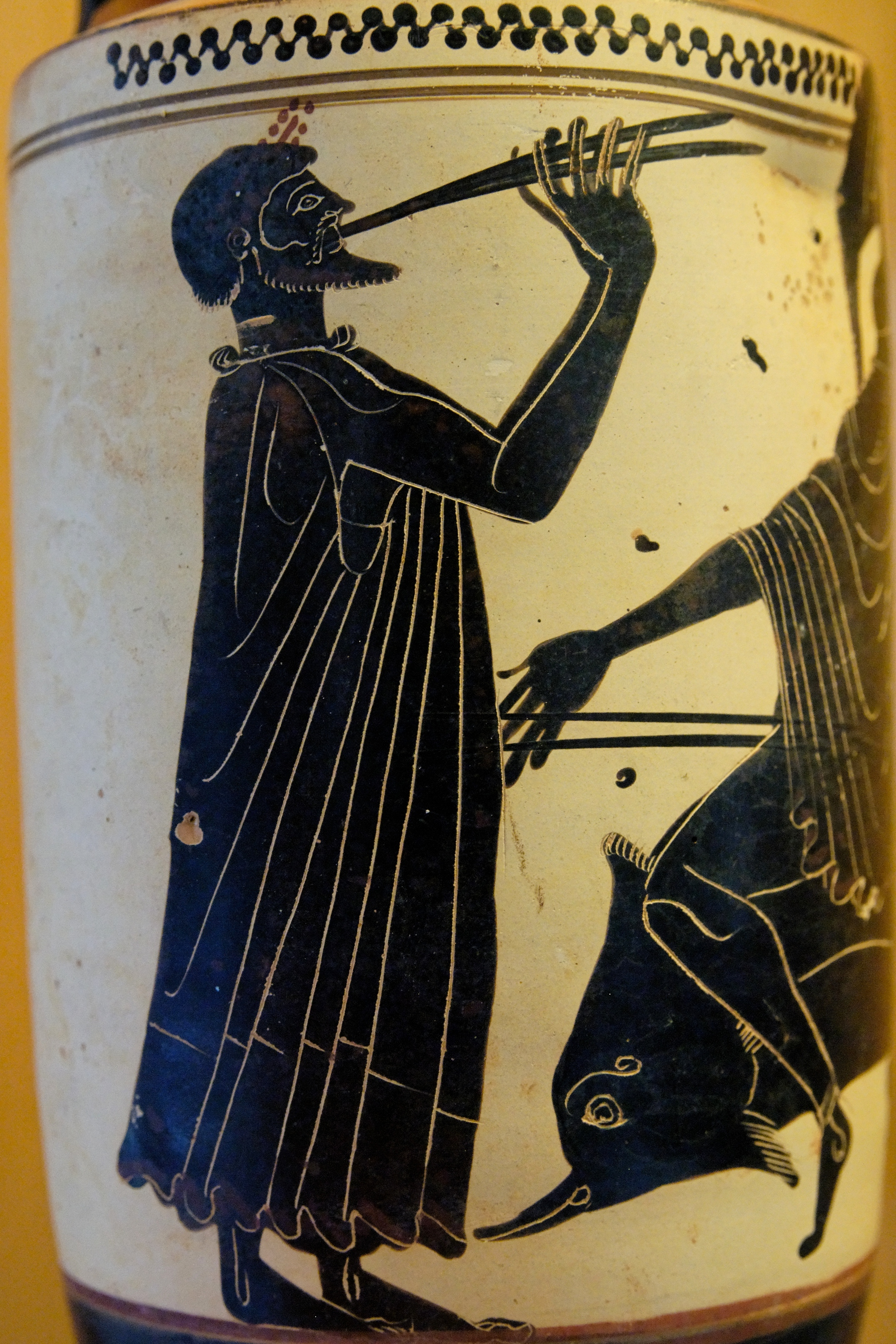
Зображення виконавця на авлосі, давньогрецька ваза

Відносно походження музичного мистецтва в ХІХ–ХХ століттях були висунені різні гіпотези, згідно з якими витоками мистецтва були інтонації збудженого мовлення (Г. Спенсер), спів птахів та тварин (Ч. Дарвін), ритми роботи первісних людей (К. Бюхер), їх звукові сигнали (К. Штумпф), магічні заклинання (Ж. Комбар'є). У сучасній науці, що спирається на археологічні та етнографічні дані вважається, що музика розвивалася і поступово виділилася із первісного синкретичного прамистецтва, що містило в собі зародки танцю, поезії та інших видів мистецтва.
Виділення музики в самостійний вид мистецтва відбувалося в період розкладу первіснообщинного ладу. У цю епоху міфи різних народів фіксують уяву про музику як могутню силу, що здатна керувати природою, приборкувати тварин та зцілювати людей.
Музична культура стародавнього світу характеризується діяльністю професійних музикантів, що служили в храмах, при дворах знаті, брали участь у масових обрядах. Вперше, окрім практичної та духовної функції, у музиці починають відособлюватися естетичні функції — наприклад, у Стародавній Греції проводились змагання музикантів, що виконували піснеспіви та інструментальні п'єси. Розвиваються різні пісенні і танцювальні жанри, у багатьох із них музика, поезія і танець зберігають первісну єдність. Виникають перші системи нотної фіксації (клинописна, буквена), хоча переважаючою формою залишається усна. Виникають перші музично-естетичні вчення (наприклад, у Китаї — Конфуція, у Греції — Піфагора, Платона, Аристотеля, у Римі — Лукреція). Музика розглядається на практиці і в теорії як вид діяльності, близький науці, ремеслу, релігії, як засіб впливу на природу (магія) та людину (виховання моральних якостей), у зв'язку з чим встановлювалась сувора суспільна або державна регламентація використання музики різних видів (в тому числі окремих ладів)

### Музика в епоху середньовіччя

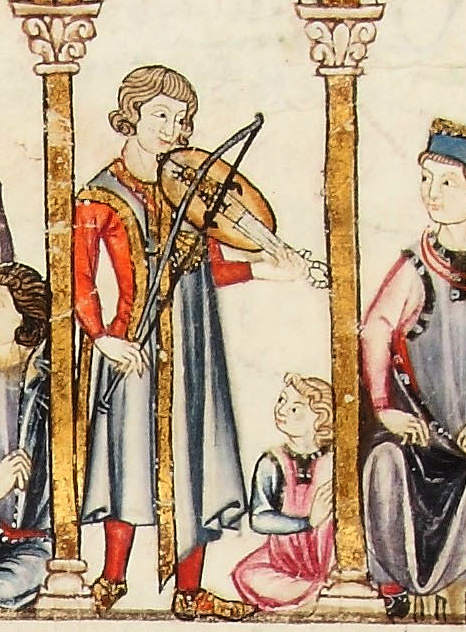
Музикант грає на віолі, манускрипт XIV століття

У середньовіччі в Європі професійне музичне мистецтво концентрується в храмах та монастирях. У VI—VII ст. у Західній Європі формується суворо регламентована система одноголосної духовної музики (т. зв. Григоріанський спів). Перехід від невменної нотації до лінійної, що була винайдена Гвідо д'Ареццо в X столітті, дозволила значно точніше фіксувати висоту тонів, що сприяло закріпленню та розповсюдженню традицій та еталонів. На початку другого тисячоліття зароджується багатоголосся. Формуються нові жанри вокальної та вокально-інструментальної (хор та орган) музики — органум, мотет, пізніше — месса. У Візантії та, пізніше Київській Русі духовна музика складає систему т. зв. Знаменного співу, який фіксувався спеціальною крюковою нотацією. Як і григоріанський спів, знаменний був заснований на діатонічних ладах.
Поряд з духовною музикою розвивається також світське музикування — початково серед придворних музикантів, пізніше — напівпрофесійне мистецтво лицарів — трубадурів і труверів у Франції, менестрелів у Німеччині, серед міських ремісників тощо. До побуту входять нові інструменти, значна їх частина приходить зі Сходу, виникають інструментальні ансамблі. У селянському середовищі розвивається фольклор, розповсюджується також мистецтво народних артистів, як правило широкого «профілю» (на Русі — скоморохів).

### Музика в епоху Відродження
За доби Відродження в Західній та центральній Європі на основі ідеології гуманізму розквітає світське мистецтво. Музика поступово вивільняється від суворих канонів, починає проявлятись індивідуальне начало.
У професійній музиці досягає своєї вершини хорове багатоголосся в жанрах месси, мотета, та світських пісень, де використовуються складні поліфонічні прийоми (т. зв. поліфонія строгого стилю). Виникають композиторські школи (нідерландська, римська, венеціанська та ін.)
На Русі тенденції Відродження в музичному мистецтві проявляються після звільнення від татаро-монгольського іга. Розквітає мистецтво знаменного співу, народна музика.

### Музика в епоху Просвітництва

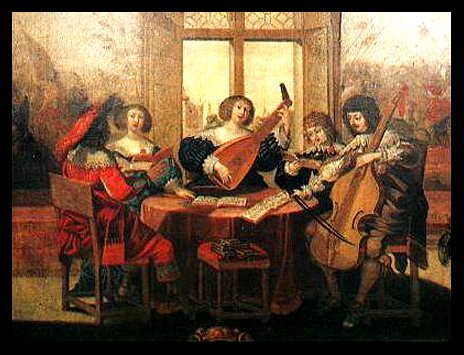
Музиканти, картина Абрахама Боссе 1635 року

Упродовж XVII—XVIII ст. остаточно закріплюється загальне панування світської музики. Її зміст охоплює широке коло тем і образів, у тому числі філософських, історичних, сучасних, громадянських. Поряд з музикуванням в аристократичних салонах розвивається публічне музичне життя. Відкриваються постійно діючі музичні установи — оперні театри, філармонічні товариства. Вдосконалюються струнні та духові музичні інструменти. Розвивається нотний друк.
У композиторській творчості цей період представлено такими художніми стилями, як класицизм, бароко, рококо. Поряд з існуючими вже монументальними жанрами месси та ораторії в цей період виникає і невдовзі стає провідним принципово новий жанр — опера. Наприкінці цього періоду починається формування симфонії та балету. Паралельно з розквітом поліфонії вільного стилю, що приходить на зміну поліфонії строгого стилю, у побутовій танцювальній, а пізніше в професійній музиці зароджується гомофонно-гармонічний склад (див. фактура (музика)).
У країнах, де в цей час триває процес становлення націй (Італія, Франція, Англія, частково Німеччина) формуються високорозвинені національні музичні культури. Так в Італії зароджуються опера, ораторія і кантата, оновлюється інструментальна музика (творчість А. Вівальді, А. Кореллі). У Франції — опера-балет (Ж. Б. Люллі), нові форми клавірних мініатюр (творчість Рамо та Куперена); у Англії — клавірна школа верджиналістів. Вершиною композиторської музики цього періоду вважають творчість видатного німецького композитора Й. С. Баха. З його ім'ям пов'язують також початок панування в європейській музиці рівномірної темперації.
В українській музиці цього періоду продовжується розвиток хорових жанрів, насамперед хорових концертів (творчість М. Березовського, Д. Бортнянського та А. Веделя). У культовій музиці розквітає партесний спів. З'являються також перші опери, написані за взірцем італійських (напр. «Демофонт» Березовського).

### Віденський класицизм
Видатним досягненням другої половини XVIII ст. є формування Віденської класичної школи, представниками якої є Й. Гайдн, В. Моцарт та Л. ван Бетховен. Саме в цей період в основному сформувався склад сучасного симфонічного оркестру, жанри симфонії, сонати, тріо, квартету та квінтету. У сонатному allegro зароджується, а пізніше, в творчості Бетховена формується новий метод музичного мислення — симфонізм. Суттєвого реформування в творчості В. А. Моцарта та К. Ф. Глюка зазнає оперний жанр, долаючи закостенілу умовність аристократичної опери.
У творчості К. Ф. Глюка та Л. ван Бетховена відособлюється балет як самостійний жанр.

### XIX століття
Розвиток європейської музики кінця XVIII — початку XIX століття проходить під впливом Французької революції, яка не тільки породжує цілу хвилю масово-побутової музики (марші, героїчні пісні, у тому числі Марсельєзу), але й знаходить відгук в усіх музичних жанрах. Цей процес проходить на тлі та під впливом активної демократизації всього суспільного та музичного життя, подолання станових меж, що дістались у спадок від феодалізму. З аристократичних салонів музика виходить на ширші майданчики, доступні широкому колу слухачів. Виникає цілий ряд нових музичних закладів, зокрема консерваторій у Празі, Варшаві, Будапешті, Відні, пізніше — в Москві та Петербурзі. З'являються музичні газети та журнали. Музичне виконавство остаточно відділяється від творчості, як самостійної музичної діяльності. Починається процес комерціалізації музики.
В композиторській творчості XIX століття стверджується романтизм. На відміну від класицизму, романтизму характерні: загострена увага до емоційного світу людини, індивідуалізація та драматизація лірики, протиставлення особистості дійсності, ідеалу та реальності, інтерес до національної своєрідності, звернення до історичних, легендарних та народно-побутових сюжетів, вільніше трактування музичних жанрів та прагнення до синтезу мистецтв, з чим пов'язано розвиток програмної музики. Спостерігається активне становлення нових національних музичних культур — польської (творчість Ф. Шопена), угорської (Ф. Ліст), норвезької (Е. Гріг), чеської (А. Л. Дворжак), російської (М. І. Глінка, пізніше — П. І. Чайковський та композитори «Могутньої купки»), пізніше — української (М. В. Лисенко).
З середини XIX століття виникає жанр оперети. У професійній творчості виділяється самостійна лінія «легкої музики». (напр. вальси Й. Штрауса). Народжується естрадна музика, як самостійна галузь музичної діяльності.

### XX століття

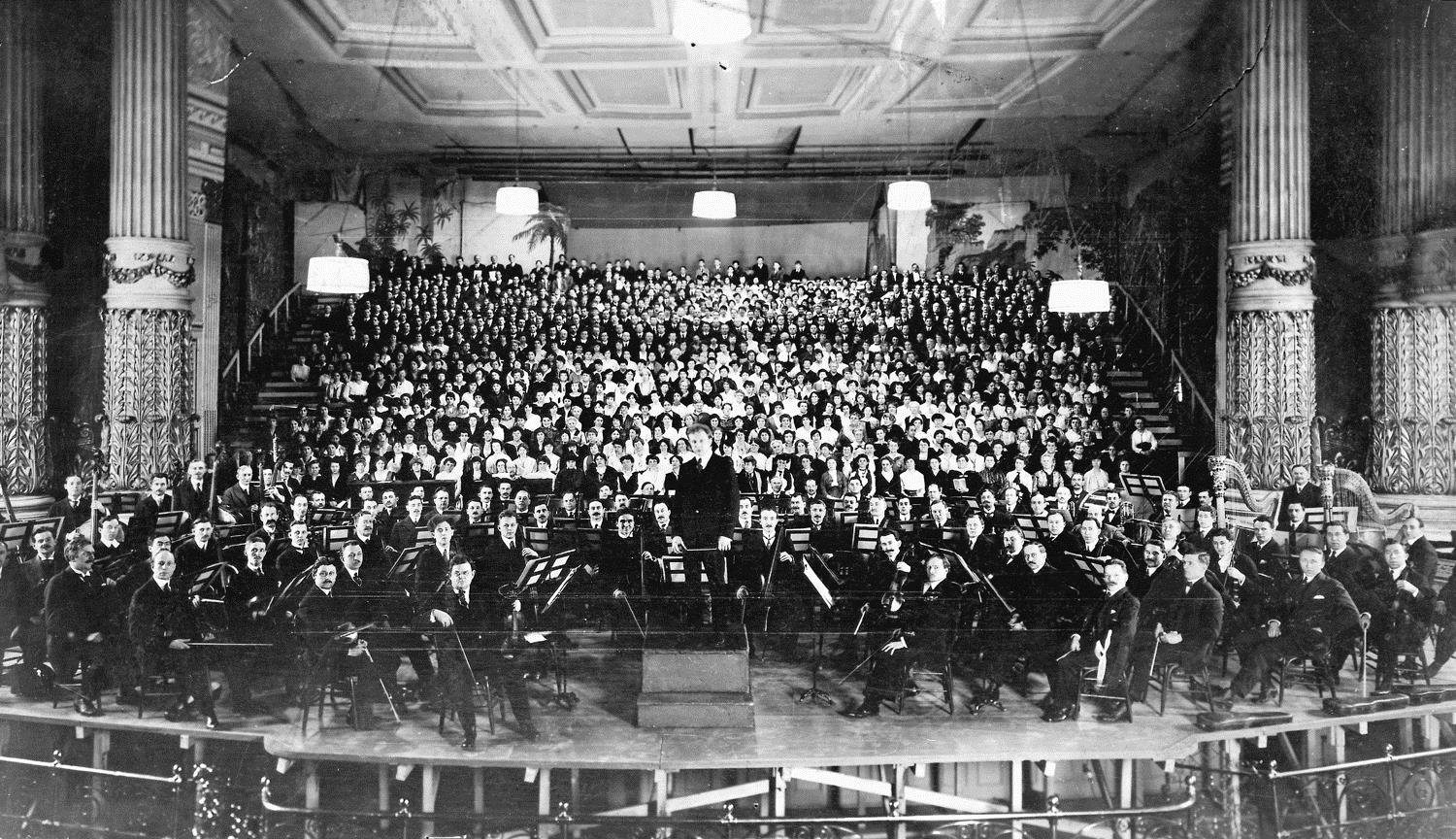
Виконання симфонії № 8 Малера у Філадельфії, 1916 рік.

Наприкінці ХІХ — початку XX століття в європейській музиці починається новий період, що відповідає початку імперіалізму. Цей період характеризується інтенсивними пошуками нових засобів виразності, експериментів, великою кількістю стильових течій.

#### Взаємодія європейських та неєвропейських музичних культур
Характерним для світової історії стає тісна взаємодія культур різних країн світу, які до цього моменту розвивалися відокремлено. Європейська музика зазнає значного впливу музичних культур народів східної Азії, Африки та Латинської Америки. Обміну досвідом сприяє розвиток комунікацій, поява звукозапису, а згодом — радіо і телебачення, що сприяє глобалізації культурного простору.
Взаємні впливи європейських та неєвропейських культур багатоманітні. Так, відомі спроби окремих європейських композиторів використовувати інтонаційну природу неєвропейських музичних культур у своїх творах, що написані в традиційних європейських жанрах. Такими, зокрема, є звернення до японської тематики Дж. Пуччіні і К. Дебюссі, музичний орієнталізм російських композиторів (О. Бородін, М. Римський-Корсаков та ін.)
З іншого боку композитори неєвропейських країн починають опановувати європейські жанри. Особливо характерним цей процес був для країн, що перебували в складі Російської імперії, а пізніше — СРСР. Зокрема, історично першою оперою композитора зі Сходу вважається опера «Аршак II» вірменського автора Тиграна Чухаджяна, (1868). Згодом перші зразки оперного жанру з'явились у Грузії (Мелітон Баланчивадзе, 1897), в Азербайджані (1907, Узеїр Гаджибеков).
В ряді випадків взаємодія європейських та неєвропейських жанрів призводить до виникнення нових музичних напрямків. Найяскравішим таким прикладом є мистецтво джазу, що виникло на основі негритянського фольклору в США, а згодом розвивалося і набуло нових форм у Європі. В інших випадках — навпаки, азійські і європейські традиції продовжують тісне співіснування. Так, в Китаї співіснують традиційна китайська опера (戏曲) та сучасна китайська опера (当今古典歌剧), що пишеться в європейських традиціях, але на лібрето китайською мовою.

#### Академічна музика першої половини століття
В першій половині XX століття поряд з продовженням традицій пізнього романтизму (творчість Г. Малера, Р. Штрауса, С. Рахманінова, К. Шимановського) виникають нові стильові напрямки — імпресіонізм (К. Дебюссі, частково М. Равель), експресіонізм (А. Шенберг, А. Берг), неокласицизм (П. Гіндеміт, частково І. Стравинський), все більше відособлюються індивідуальні композиторські стилі. Значну увагу композитори приділяють дослідженням глибинних пластів музичного фольклору та його інтеграції в композиторську творчість (Бела Барток, рання творчість І. Стравінського, частково Г. Свиридова, В. Лютославського, українських композиторів Б. Лятошинського та Л. Ревуцького).
Інтенсивні пошуки нових композиторських засобів приводять до значного розширення поняття та застосування тональності, а у творчості ряду композиторів — до повної відмови від тональної системи (див. атональність), та винайдення нових засобів звуковисотної організації, напр. додекафонії, а пізніше — серіалізму.
Велике значення для розвитку музики мала поява та розповсюдження звукозапису та кіно. З'являються перші електроінструменти, що відкривають новий погляд на природу й можливості звуку (див. електронна музика). У 1920-х роках футуристи здійснюють спроби залучення до музичного мистецтва шумових звуків. У 1940-х роках розвиток техніки звукозапису відкриває новий напрямок — конкретну музику.
Повоєнні роки поглибили експериментаторські тенденції попередніх років — у 1950-ті роки виникають перші електронні експериментальні студії, на зміну серіалізму приходить алеаторика, у 1960-ті роки авангардні течії проникають і в радянську музику, яка до цього моменту розвивалася в руслі соцреалізму.

#### Популярна музика
Радикальні зміни в соціально-економічному устрої відкрили нову епоху в розвитку масової культури, що включила до себе цілу низку музичних напрямків. У 1920-х — 30-х роках у США та країнах Європи масовою музичною культурою стає джаз, на теренах СРСР — масова радянська пісня.
1950-ті роки ознаменувалися появою рок-н-ролу, 1960-ті — появою рок-музики, а 1970-ті — європопу, а також цілої низки популярних напрямків електронної музики. Всесвітню славу здобувають музичні гурти, такі як The Beatles, The Rolling Stones, Led Zeppelin, Queen, Deep Purple, AC/DC, ABBA та багато інших. Показником їхньої популярності стає кількість проданих копій альбомів (платівок або, пізніше, компакт-дисків), яка іноді сягає мільйонів і навіть десятків мільйонів. Абсолютний рекорд — близько 46 мільйонів копій — належить Майклу Джексону, альбом «Thriller».
Знаковим явищем у 1980-х роках стає входження до попкультури т. зв. World music — музики, що спирається на елементи етнічної музики різних народів.

### Постмодернізм
Останню третину XX століття в музиці розглядають під знаком постмодерну. Якщо музика епохи модерну розглядалася, як спосіб вираження, то в епоху постмодерну музика стає видовищем, продуктом масового споживання та індикатором групової ідентифікації, наприклад знаком, що допомагає визначити свою приналежність до тієї чи іншої субкультури. Стає характерним поєднання різних музичних стилів та жанрів, полістилістика, стираються кордони між «високим мистецтвом» та кітчем.
Подібному зближенню жанрів, а нерідко і їх поєднанню сприяв розвиток звукозапису, що відкрив можливість для роботи з семплами — використанню і поєднанню в рамках однієї композиції різних попередньо записаних звуків. Техніка використання існуючого матеріалу знайшла своє відображення і в традиційній інструментальній музиці, зокрема у творах Д. Шостаковича, А. Шнітке, Л. Беріо, які використовували «алюзії» та прямі цитати творів композиторів минулого. Подібні техніки дозволили говорити про зменшення ролі композитора в музичній композиції, що знайшло свій прояв не тільки у використанні запозиченого музичного матеріалу, але й у використанні складних математичних алгоритмів (у серіальній музиці) або випадковості (в алеаториці).

## Класифікація
Музичне мистецтво є дуже багатоманітним у своїх формах, що робить його класифікацію предметом мистецтвознавчих робіт. Існують різні способи класифікації музичного мистецтва.

### Типи музичного мистецтва
Т. Чередниченко виділяє чотири основні типи музичного мистецтва:
1. музика фольклорного типу, що включає спектр явищ від архаїчного фольклору до його адаптацій на професійний лад;
2. музика розважального типу, що охоплює музичне мистецтво від середньовічних скоморохів та менестрелів до сучасної естради;
3. мистецтво канонічної імпровізації, що охоплює літургійні співи.
4. опус-музика (т. зв. академічна музика), одним з основних понять якої є «opus» — оригінальний музичний твір, зафіксований у нотному тексті.

### Жанри і стилі
Багатоманіття музичних творів описується також поняттями стилю, жанру і напрямку.
Музичний жанр характеризує класифікацію музичної творчості за родами і видами, з огляду на їх походження, умови виконання, сприймання та інші ознаки. При цьому дослідники розрізняють первинні жанри, що походять від синкретичної форми музикування в давнину, та вторинні, що зародилися в епоху естетичної форми музикування.
Термін Музичний стиль характеризує сукупність засобів та прийомів художньої виразності, що історично склалась і відображає естетичні погляди різних суспільних груп певної епохи або творчого напрямку. У залежності від генези музичного стилю, розрізняють історичний, національний та авторський стилі.
Хоча об'єктивною передумовою для розрізнення як музичних жанрів, так і музичних стилів є комплекс суто музичних характеристик, при визначенні стилю звертають увагу на індивідуальні риси, притаманні тим чи іншим композиторам (або групі композиторів, особистість яких формувалася в подібних соціокультурних умовах), а при визначенні жанру — на умови їх побутування, виконання, а також змістовну або конструктивну спрямованість певного музичного твору. Найменш розроблена музикознавцями класифікація сучасної популярної музики, де поняття жанру і стилю нерідко вживаються як тотожні, що дає підстави говорити про плутанину термінів. Для їх розрізнення також вживаються загальніші терміни — музичні напрямки і течії.

### Бібліографічні класифікації
В Універсальній десятковій класифікації музичне мистецтво представлено в розділі № 78, який є частиною розділу № 7 — «Мистецтво. Архітектура. Ігри. Спорт». Його структура має такий вигляд:
- 781. Теорія музики. Загальні питання
- 782. Театральна музика. Опера
- 783. Церковна музика. Духовна музика. Релігійна музика
- 784. Вокальна музика. Співи
- 785. Інструментальна музика. Симфонічна музика. Музика для оркестрів. Музика для ансамблів
- 786. Музика для клавішних інструментів
- 787. Музика для смичкових та струнних інструментів
- 788. Музика для духових інструментів
- 789. Музика для ударних інструментів. Музика для механічних музичних інструментів

Французька система класифікації музичних документів («Principes de classement des documents musicaux»), що використовується в сучасних бібліотеках Франції, поділяє музичні видання на такі «класи» (classes):
- classe 1. Музика афро-американського походження: Блюз, спірічуелс, R&B, хіп-хоп, реггі
- classe 2. Рок-музика та різновиди: рок-н-рол, рок, поп, фольк-рок, метал, панк та ін.
- classe 3. Класична музика (західної традиції): камерна, оркестрова, вокальна, духовна, електронна
- classe 4. Електронна музика: рання, ембієнт, хауз, техно, електроніка, D&B,
- classe 5. Прикладна музика: для радіо і телебачення, для обрядів, для спорту тощо
- classe 6. Кіномузика

Окрім цих розділів існує також «клас № 0» для музикознавчої літератури, і окремі «класи» «Шансон франкофон / для локального використання» і «музика світу», що має географічну структуру.

### Комерційні класифікації
Компанії, що займаються продажем аудіозаписів у своїх класифікаціях зазвичай використовують термін «жанр» (genre). При цьому академічна музика зазвичай описується терміном «класика» (classical) і класифікується за складом її виконавців (камерна, оркестрова, вокальна тощо). Популярна музика має розгалужену класифікацію, при цьому кількість основних напрямків є різною.
Наприклад, один з інтернет-магазинів amazon.com виділяє 24 категорії, які називає «жанрами»: «альтернативний рок», «блюз», «бродвей і вокал», «дитяча музична», «християнська музика», «класична музика», «класичний рок», «кантрі», «електронна і танцювальна», «фольклор», «госпел», «важкий метал», «інді», «джаз», «латинська музика», «різне», «нью-ейдж», «опери», «R&B», «реп і хіп-хоп», «реггі», «рок-музика», «саундтреки», «світова музика».
Онлайнова база даних All Music Guide, виділяє 11 категорій, називаючи їх «стилями» (styles), деякі з категорій при цьому частково перекривають одна одну: «поп/рок» (сюди включені також деякі танцювальні напрямки, підкатегорія «dance»), «джаз», «R&B» (включно з репом і хіп-хопом), «реп» (частково дублює попередню), «кантрі», «блюз», «електронна музика» (має також підкатегорію «dance», що перекривається з аналогічної підкатегорією поп/рок), «латинська музика», «реггі», «світова музика» (international, частково перекривається з реггі, джазом).
Українська онлайн-крамниця «umka.com.ua», що спеціалізується на продажах українських аудіозаписів, виділяє такі категорії: «Народна музика», «Церковна музика», «Рок та альтернатива», «Хіп-хоп», «Поп (Легка) музика», «Естрада», «Забава», «Джаз та навколо», «Електроакустичні досліди», «Класична музика», «музика для дітей».

## Музична діяльність людини
На сучасному етапі розрізняють три види музичної діяльності людини: композиція, виконавство і сприйняття музики. Їм відповідають три етапи існування музичного твору — його створення, відтворення і слухання. У письмових музичних культурах, зокрема європейській нового часу, композитор фіксує музичний твір за допомогою музичної нотації. Зафіксований музичний твір відтворюється виконавцем, при цьому його зміст і форма може дещо відрізнятися від первісного авторського задуму відповідно до естетичних ідеалів чи досвіду виконавця. Слухачі пропускають сприйнятий твір крізь призму своїх поглядів, смаків, життєвого і музичного досвіду, завдяки чому їх уявлення про музичний твір може різнитися як з авторським, так і з виконавським.

### Композиція
Під процесом композиції зазвичай розуміють процес створення і запису музики на певний носій, за допомогою якого інші можуть її інтерпретувати. У процесі створення музичного твору композитор залучає широкий спектр своїх знань і досвіду застосування різноманітних технік. Вчення про композицію зазвичай спирається на традицію Західної європейської музики, в якій виділяють три сторони композиторської роботи — гармонію, мелодію і ритм. Передбачається також володіння композитором музичною нотацією та знання можливостей інструментів, для яких він пише музику.
Композиція, однак, не завжди передбачає фіксацію в нотах, і навіть не завжди передбачає особистісний творчий процес. Музика може бути описана процесом, що визначає послідовність музичних звуків, наприклад алгоритмом для комп'ютерних програм. Якщо подібний процес включає випадкові елементи, музика називається алеаторичною, алеаторика широко використовували такі композиторами як Джон Кейдж, Мортон Фелдман, частково — Вітольд Лютославський.

### Виконання музики
Процес виконання є фізичною реалізацією музики. Музичний твір може бути зафіксований у вигляді нотного тексту і виконаний відповідно до нього. Проте, навіть якщо музика нотована детально, виконавець має безліч варіантів її прочитання. Такий вибір прочитання виконавцем називають інтерпретацією, термін інтерпретація застосовується і в тих випадках, коли автор виконує свою музику самостійно. Різні виконавські інтерпретації можуть відрізнятися досить значно. В одних випадках виконавець прагне бути максимально відповідним стилю епохи, у якій було написано даний твір, таке виконання називається «автентичним», або «історично інформованим». В інших випадках виконавець може внести більше власної творчої індивідуальності.
В деяких музичних напрямках, таких як джаз або блюз, виконавець має більшу свободу інтерпретації, що залучає імпровізацію на задану мелодичну, гармонічну або ритмічну основу. Зазвичай імпровізована музика слідує певним жанровим чи стилістичним умовам. Найбільшою свободою виконавця характеризується жанр вільної імпровізації («англ. Free improvisation»), що не передбачає попереднього створення композиції взагалі.
Музиканти-виконавці можуть виступати як поодинці («соло»), так і в колективах. Невеликі колективи музикантів в академічній музиці зазвичай називають ансамблями, у популярній — гуртами. Великі колективи музикантів-інструменталістів зазвичай називають оркестрами, а великі колективи співаків — хорами. В екстремальних випадках такі колективи можуть нараховувати до тисячі музикантів

### Сприйняття музики
Психофізіологічною основою здатності сприйняття музики є слух, що дозволяє сприймати звуки частотою від 20 Гц до 20 кГц і гучністю до 100 дБ. Музику можуть сприймати і глухі люди, відчуваючи вібрацію власного тіла, це відчуття може бути підсилене, якщо особа тримає порожнистий, резонуючий об'єкт.
Музична психологія виділяє декілька стадій сприйняття музики від початкового ознайомлення до логічного засвоєння і емоційного переживання, а також виділяє області свідомого і несвідомого при сприйнятті музики.
До області несвідомого при сприйнятті музики відносять такі явища, як спатіалізацію, емоційний слух, рухову реакцію, вплив субсенсорного компонента тощо. При розгляді свідомого компонента, звертається увагу на залежність оцінки музичного твору як від об'єкта — музичного твору, так і від суб'єкта — слухача, його духовних потреб та естетичних уподобань і досвіду. Вплив соціального середовища на слухача дозволяє говорити про соціальну зумовленість як творчості або виконавство. Слухацьке розуміння та оцінки історично мінливе, воно відображає відмінності в об'єктивному значенні й цінності одного й того ж твору для різних епох і соціальних груп (залежно від його відповідності об'єктивним вимогам часу та потребам суспільства).
В Україні, згідно з окремими дослідженнями, станом на 2019 рік більшість опитаних надавали перевагу попсі (26 %), класиці (25 %), фольку (21 %), шансону (18 %) та рок-музиці (14 %).

## Інструментарій
Для продукування музики музиканти користуються різноманітним інструментарієм. Музичні інструменти відомі з глибокої давнини, зокрема найстарший у світі барабан датується 13-м тисячоліттям до н. е., він був знайдений на Межиріцькій стоянці на території України. Наприкінці XX століття музичний інструментарій доповнюється електронними інструментами, в тому числі реалізованими у вигляді програмного забезпечення.

### Музичні інструменти
Світ музичних інструментів багатоманітний і охоплює широкий ряд народних інструментів, властивих музичним культурам різних народів світу, а також ряд інструментів, що закріпилися в професійній європейській музичній практиці і, завдяки цьому, отримали поширення по всьому світу.
Основоположною для класифікації музичних інструментів вважається Класифікація Горнбостеля-Закса, за якою інструменти поділяються в залежності від джерела звуку на ідіофони, мембранофони, хордофони, аерофони, а починаючи з XX століття, також електрофони. У залежності від прийомів гри на музичних інструментах, розрізняють дерев'яні духові, мідні духові, клавішні, ударні і струнні смичкові та щипкові музичні інструменти.

### Електромузичні інструменти і синтезатори
У XX столітті багатоманіття музичних інструментів поповнилося електромузичними інструментами, в яких звук генерується через застосування електрики. В залежності від способу формування цих коливань розрізняють електричні інструменти, в яких акустичні коливання підсилюються і обробляються за допомогою електронної апаратури, та електронні інструменти, у яких коливання електричного струму генерується виключно електрогенераторами.
Якщо перші електроінструменти, такі як телармоніум чи терменвокс, передбачали виконання музики лише в реальному часі, то в другій половині XX століття були винайдені електронні інструменти, що дозволяють запрограмувати той чи інший звук (або їх послідовність) завчасно. Такі інструменти отримали назви синтезаторів. У 1960-ті — 70-ті роки синтезатори затвердились у популярній музиці, а створювана за їх допомогою електронна музика стала невід'ємною складовою музичної культури.

### Музичне програмне забезпечення
На рубежі XX–XXI століть музиканти отримали можливість використовувати персональний комп'ютер не тільки для прослуховування чи збереження музичних записів, але і для їх створення чи обробки. Для цього необхідні звукова карта, що дозволяє записувати звук на комп'ютер або виводити його на акустичні системи, а також спеціальне програмне забезпечення.
За цільовим призначенням у професійному музичному програмному забезпеченні можна виділити нотні редактори, секвенсери, звукові редактори, синтезатори і семплери, а також програми багатоканального зведення, що поєднують можливості перелічених типів програмного забезпечення. За типом інформації, що обробляються розрізняють технології обробки звуку та MIDI-технології. Технології обробки звуку працюють безпосередньо зі звуком, закодованим у цифровий сигнал, тоді як MIDI-технології працюють з послідовностями команд для MIDI-сумісного електронного інструмента, який може бути реалізованим як апаратно, так і програмно.

## Музичні заклади і організації

### Освітні заклади

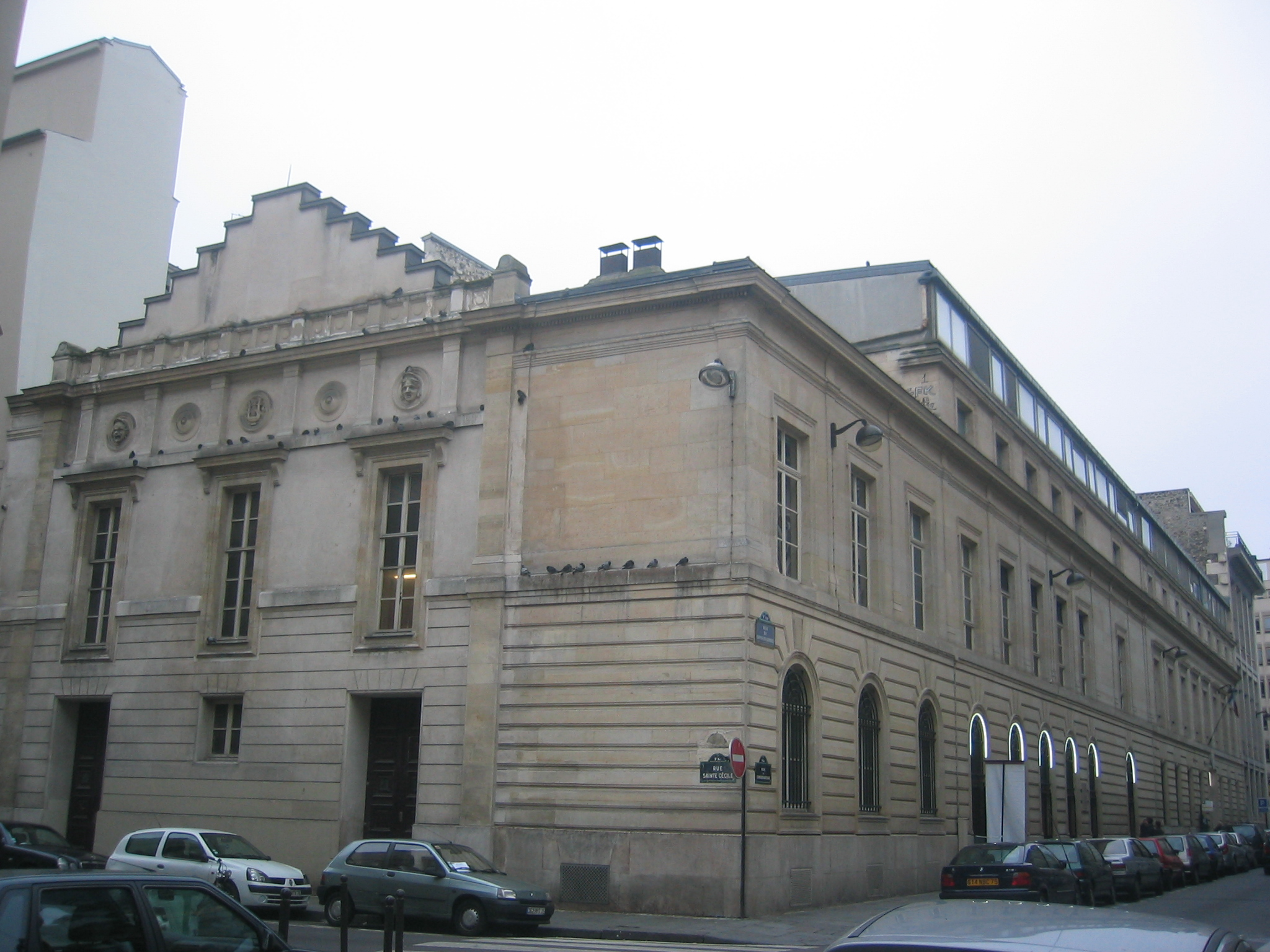
Старе приміщення Паризької консерваторії, найпершого вищого музичного навчального закладу у світі

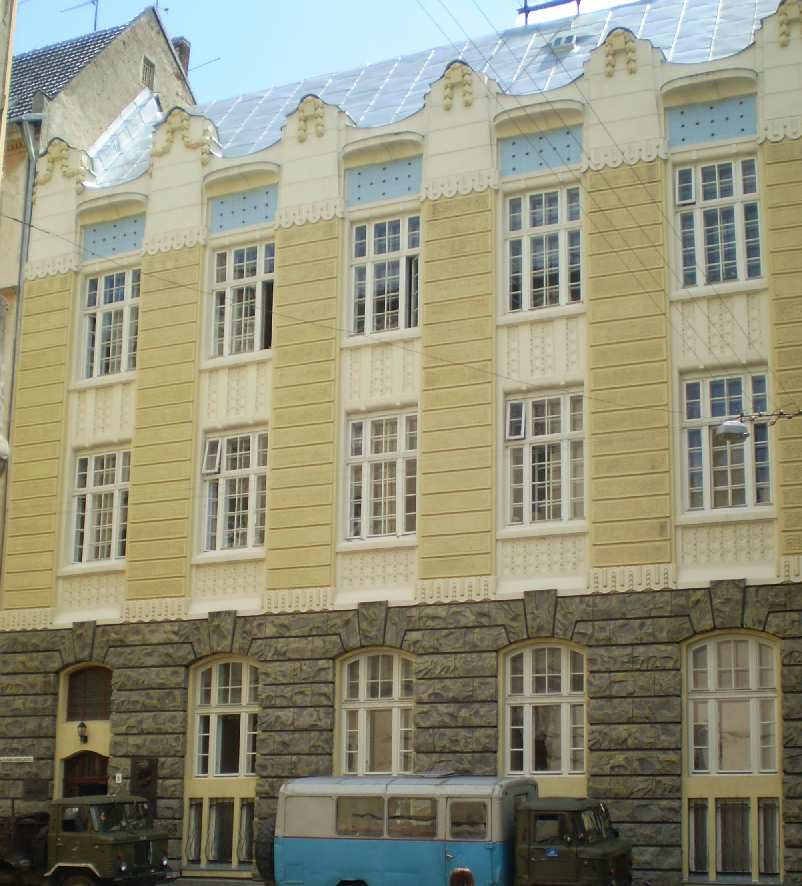
Львівська консерваторія, найстарша в Україні

Починаючи з кінця XVIII століття, центрами музичної освіти стають спеціалізовані навчальні заклади, що традиційно називаються консерваторіями. Першим вищим навчальним закладом музичного профілю стала відкрита незабаром після французької революції консерваторія у Парижі (1795), а протягом XIX століття за її прикладом було відкрито ще 28 консерваторій по всьому світу, в тому числі у Львові (1854), Петербурзі (1862) і Москві (1866). Пізніше консерваторії стали іменувати музичними академіями (в тому числі в Україні), вищими школами музики (в Німеччині), або університетами (у Варшаві, Відні).
Сучасні музичні навчальні заклади мають розгалужену структуру, включаючи відділи композиції, музикознавства, інструментального виконавства, хорового та сольного співу. При консерваторіях діють студентські хори, оркестри та інші колективи. ВАК України виділила музичне мистецтво в окрему спеціальність під номером «17.00.03», за якою присуджуються наукові ступені в галузі «мистецтвознавство». У західних країнах існують такі наукові ступені, як «Магістр музики» і «Доктор музики».
Вищій музичній передує музична освіта початкового і середнього рівнів. В Україні відповідними закладами є дитячі музичні школи (ДМШ) та музичні училища. Особливе місце займають спеціалізовані середні музичні школи при консерваторіях, що характеризуються поєднанням спеціальної музичної освіти із загальною середньою освітою.

### Концертні заклади
Якщо до XVIII століття центрами виконання музики були церкви, палаци, придворні театри та аристократичні салони, то починаючи з 1690 року, коли в Лондоні був споруджений перший спеціалізований концертний зал, виступи музичних колективів відбуваються в спеціально споруджених для цього приміщеннях і стають доступними для широкої аудиторії. Протягом XIX—XX століть виникали концертні організації, які влаштовували регулярні виступи колективів і солістів у приміщеннях купецьких і ремісничих гільдій, залах готелів і ресторанів, а також у приміщеннях оперних театрів. Найбільші концертні зали світу — зали оперних театрів Метрополітен-опера та Опера Сан-Франциско, розраховані більш як на 3 000 місць.
У країнах соціалістичного табору протягом XX століття була розбудована мережа державних концертних організацій, що називалися філармоніями. Станом на 2010 рік філармонії продовжують функціонувати в усіх обласних центрах України, у столицях та обласних центрах інших пострадянських країн, центрах польських воєводств, ряді інших європейських міст (зокрема Берліні). Специфічним радянським явищем стали Будинки органної та камерної музики, що розташовувались у приміщеннях закритих у роки радянського панування костелах. В Україні такі заклади буди відкриті протягом 1980-х років — у Києві, Дніпропетровську, Білій Церкві, Львові, та Харкові.
Місцем побутування масової музики є клуби. У СРСР клубні заклади знаходились у веденні держави, зокрема у веденні Міністерства культури станом на 1970 рік налічувалось понад 90 тисяч клубних закладів. Найбільші клубні заклади називалися будинками та палацами культури, при цих закладах створювались різноманітні самодіяльні колективи, у тому числі хори, оркестри, ансамблі пісні і танцю. Найбільші палаци культури є традиційним місцем проведення концертів популярної музики, найбільшим закладом такого типу в Україні є Палац «Україна», що з 1998 року має статус національного.
В Європі та США, а з кінця 1990-х років і в пострадянських країнах, розвивається мережа приватних клубних закладів, які стали центрами так званої «клубної музики» — танцювальної електронної музики, виконуваної ді-джеями.

## Музична індустрія

Долі продажів музичних записів на світовому ринку між найбільшими корпораціями та незалежними лейблами

Потреба в поширенні музичних творів і прагнення отримати на цьому матеріальну вигоду спричинила до появи розгалуженої системи організацій і компаній, яку називають музичною індустрією. Якщо до початку XX століття домінуючим у музичній індустрії було нотодрукування, то з середини XX століття домінуючою стала звукозаписна індустрія, обіг коштів якої станом на 2004 рік склав близько 32 млрд доларів США.
Музична індустрія об'єднує окремих музикантів, видавців, дистриб'юторів, підприємства роздрібної торгівлі, а також компанії теле- і радіомовлення, відносини між якими регулюються законодавством, головним чином у сфері авторського права. Музична індустрія розглядає три види власності, з якими вона оперує — власність на твори, на аудіо записи і на звукові носії. Якщо продаж звукових носіїв споживачам безпосередньо приносить прибуток роздрібним торговцям, що купують її в звукозаписних компаній через дистриб'юторів, то музиканти здебільшого отримують прибуток у вигляді роялті — відрахувань від продажів записаних ними випусків.
Музична індустрія охоплює також організації, що займаються кількісними підрахунками проданих аудіодисків чи завантажених аудіофайлів. Ці організації періодично публікують статистику у вигляді т. зв. хіт-парадів, найуспішніші випуски отримують спеціальні сертифікати, а також відзначаються різноманітними музичними преміями. Концертні виступи є предметом уваги концертних агентств або музичних менеджерів, при цьому організація концертних турів може сприяти зростанню кількості проданих альбомів, або навпаки — випуск альбому сприяє успіху гастролей артиста.

## Музична терапія
З середини XX століття об'єктом спеціального інтересу стала можливість музики зцілювати людину на фізіологічному чи психічному рівні. Свідчення про цілющі властивості музики в літературі численні, і найчастіше приписуються музиці В. А. Моцарта, проте в окремих працях йдеться і про лікування більш екзотичними музичними явищами, як, наприклад, звуком дзвонів чи навіть 4′33″ Дж. Кейджа. Стверджується, що музика здатна, наприклад, впливати на рецептори шкіри, активізувати функції нервової системи, зменшувати больовий поріг, регулювати виділення гормонів, що знижує стрес, впливати на серцевий ритм і пульс, підвищувати і знижувати кров'яний тиск, знижувати м'язову напругу і покращувати координацію рухів. Інтегративна дисципліна, що вивчає цілющий вплив музики на здоров'я людини, а також сама практика отримала назву музикотерапії.
У середині 1970х років американцями Джозефом Пулео та Леонардом Горовіцем під час вивчення різноманітних релігійних текстів будо відкрито 6 частот Сольфеджіо, або частот піднесення (англ. Solfeggio frequencies): 396 Гц, 417 Гц, 528 Гц, 639 Гц, 741 Гц, 852 Гц, прослуховування музики яз якими згідно багатьом діслідженням здатне покращувати психологічний стан людини.